# لاوتارو رينالدي
لاوتارو رينالدي (بالإسبانية: Lautaro Rinaldi)‏ (30 ديسمبر 1993 في الأرجنتين - ) هو لاعب كرة قدم أرجنتيني في مركز الهجوم. لعب مع أرجنتينوس جونيورز وباناثينايكوس.

## وصلات خارجية
- لاوتارو رينالدي على موقع قاعدة بيانات كرة القدم.إي يو (الإنجليزية)
- لاوتارو رينالدي على موقع Soccerway.com (الإنجليزية)
- لاوتارو رينالدي على موقع عالم كرة القدم.نت (الإنجليزية)
- لاوتارو رينالدي على موقع AS.com (الإسبانية)